# الرحبة (البيضاء)

تعديل مصدري - تعديل

الرحبة هي إحدى قرى عزلة الشرف بمديرية البيضاء التابعة لمحافظة البيضاء، بلغ تعداد سكانها 67 نسمة حسب تعداد اليمن لعام 2004.